# 桃園市立平鎮高級中等學校
桃園市立平鎮高級中等學校（英語：Taoyuan Municipal Ping Jen Senior High School），簡稱平鎮高中或鎮高，是一間位於桃園市平鎮區的市立高級中等學校。原為「桃園縣立平鎮高級中學」，曾為高中部與國中部校區分開的完全中學，目前國中部已獨立為桃園市立平鎮國民中學。

## 校內建築
- 體育館一棟
- 教學大樓四棟：成蹊樓、樂儀樓、綠猗樓、鶴鳴樓
- 體育科技大樓(規劃中)

## 歷史沿革

### 演變與發展
- 1998年：原為籌建桃園縣立北勢國中之預定地，後改規劃為平鎮完全中學高中部，縣府命時任平鎮國中校長劉玉勳先生進行籌備。
- 2000年：6月高中部校舍完工，與平鎮國中合為「桃園縣立平鎮中學」，9月正式招收第一屆高一普通班(含語文專長班、數理專長班、管樂專長班)、美術班、體育班(含跆拳道、武術、羽球、桌球專長)新生。
- 2001年：8月1日完全中學試辦計劃停止，更名為「桃園縣立平鎮高級中學」。
- 2002年：因國中、高中校區分屬兩地，管理不易，因此國中部申請獨立設校，並復名為桃園縣立平鎮國民中學。體育班奉准招收田徑專長學生。
- 2003年：體育班奉准增加1班招收棒球專長學生。
- 2007年：12月，運動場完工並正式啟用舉辦第一次運動會。
- 2010年：體育班奉准招收高爾夫專長學生，桌球及羽球專長學生停止招生並轉型為普通班體育類社團。
- 2011年：體育班奉准招收射擊專長學生。
- 2012年：體育班奉准招收射箭專長學生。
- 2014年：12月25日，因應桃園縣升格改制為直轄市，更名為桃園市立平鎮高級中學。
- 2016年：12月8日，榮獲教育部第三屆藝術教育貢獻獎。[1]
- 2017年：體育班停止招收高爾夫及武術專長學生。
- 2018年：3月16日，配合桃園市國立高中改隸市立，更名為桃園市立平鎮高級中等學校。時任校長胡劍峰邀請北藝大教授，名書法家趙宇脩先生用隸書為新校名牌匾題字，更能代表鎮高特色及增添校園藝術氣息。[2]
- 2020年：承辦普通型高級中等學校體育學科中心。
- 2021年：原語文專長班、數理專長班奉准合併轉型，並將該年級7班調整為「國際科技雙語實驗班」，而該年級的8班調整為普通班。體育班奉准招收拳擊專長學生。
- 2022年：承辦桃園市國中教育會考。體育班停止招收射箭專長學生。

### 歷任校長
| 任期 | 姓名       | 任職日期   | 離職日期  | 備註                                                                                        |
| ---- | ---------- | ---------- | --------- | ------------------------------------------------------------------------------------------- |
| 1    | 劉玉勳先生 | 2000年8月  | 2001年9月 | 原桃園縣立平鎮國民中學校長轉任，屆齡退休。                                                  |
| 2    | 張永鄰先生 | 2001年10月 | 2009年7月 | 原桃園縣立楊梅國民中學校長轉任，屆齡退休。                                                  |
| 3    | 謝錦雲先生 | 2009年8月  | 2017年7月 | 原桃園縣立永豐高級中學校長轉任，調任桃園市立南崁高級中學。                                  |
| 4    | 胡劍峰先生 | 2017年8月  | 2020年7月 | 原國立中央大學附屬中壢高級中學校長轉任，任內退休應聘桃園市私立永平工商高級中等學校校長。[3] |
| 5    | 許唐敏先生 | 2020年8月  | 現任      | 原桃園市立桃園特殊教育學校校長轉任。                                                        |

## 班級編排
- 普通班：各年級的1～13班，其中該年級的7班為「國際科技雙語實驗班」。高一不分類組，高二、三依班級序先後為第一類組（文史哲法政外語學群、商管財經學群，依學生人數調整班級數）、第二類組（資訊電子學群、數理化學電機學群 ，依學生人數調整班級數）、第三類組（醫藥衛生學群、生命科學學群，若人數未達標準，則不開班）。
- 美術班：各年級的14班。
- 體育班：各年級的15、16班，該年級的15班為田徑、跆拳道、射擊、拳擊專長班，16班為棒球專長班。

## 運動校隊

### 棒球
為台灣當代高中棒球名校，平鎮高中體育班多次在黑豹旗、玉山盃全國青棒錦標賽、木棒聯賽等賽事奪下冠軍，其中黑豹旗截至目前12屆賽事共奪下7座冠軍，也替台灣培養出許多知名的棒球好手。

### 跆拳道
為台灣當代高中跆拳道名校，多次在全中運等賽事奪下高男組及高女組冠軍，也替桃園市培養出許多知名的跆拳道好手。

## 姊妹校
- 美国 威斯康星州 箴言高中（Living Word Lutheran High School）[7]
- 大邱廣域市 函芝高等學校（朝鲜语：함지고등학교）[8]

## 外部連結
- （繁體中文）桃園市立平鎮高級中學 （页面存档备份，存于）